# Steven Fisher
Steven Fisher (ur. 21 września 1982 w Olathe) – amerykański snowboardzista, brązowy medalista mistrzostw świata.

## Kariera
Po raz pierwszy na arenie międzynarodowej pokazał się 19 grudnia 1998 roku w Mount Bachelor, gdzie podczas zawodów Pucharu Kontynentalnego zajął 38. miejsce w halfpipe'ie. W 2002 roku wystartował na mistrzostwach świata juniorów w Rovaniemi, gdzie zdobył złoty medal w tej samej konkurencji. Był to jego jedyny start na imprezie tego cyklu.
W zawodach Pucharu Świata zadebiutował 19 lutego 2000 roku w Sapporo, zajmując 17. miejsce w halfpipe’ie. Tym samym już w swoim debiucie wywalczył pierwsze pucharowe punkty. Na podium zawodów tego cyklu po raz pierwszy stanął cztery dni później w tej samej miejscowości, wygrywając rywalizację w halfpipe’ie. W zawodach tych wyprzedził Anttiego Auttiego z Finlandii i Niemca Vinzenza Lüpsa. W kolejnych startach jeszcze trzykrotnie stawał na podium zawodów PŚ: 28 października 2004 roku w Jōetsu i 10 marca 2007 roku w Lake Placid był najlepszy, a 14 marca 2009 roku w La Molina był trzeci. Najlepsze wyniki osiągnął w sezonie 2003/2004, kiedy to zajął dziewiąte miejsce w klasyfikacji halfpipe’a.
Jego największym sukcesem jest brązowy medal w halfpipe’ie wywalczony na mistrzostwach świata w Kreischbergu w 2003 roku. Wyprzedzili go jedynie Markusa Kellera ze Szwajcarii i Szweda Stefana Karlssona. Był też między innymi siódmy w tej konkurencji podczas mistrzostw świata w Arosie cztery lata później. Nie startował na igrzyskach olimpijskich.
W 2010 roku zakończył karierę.

## Osiągnięcia

### Mistrzostwa świata
| Miejsce | Dzień       | Rok  | Miejscowość | Konkurencja | Zwycięzca      |
| ------- | ----------- | ---- | ----------- | ----------- | -------------- |
| 3.      | 17 stycznia | 2003 | Kreischberg | Halfpipe    | Markus Keller  |
| 16.     | 22 stycznia | 2005 | Whistler    | Halfpipe    | Antti Autti    |
| 7.      | 20 stycznia | 2007 | Arosa       | Halfpipe    | Mathieu Crepel |

### Puchar Świata

#### Miejsca w klasyfikacji generalnej
- sezon 1999/2000: 127.
- sezon 2000/2001: -
- sezon 2001/2002: -
- sezon 2002/2003: 28.
- sezon 2003/2004: -
- sezon 2004/2005: -
- sezon 2005/2006: 169.
- sezon 2006/2007: 44.
- sezon 2007/2008: 181.
- sezon 2008/2009: 62.

#### Miejsca na podium
1. Saas-Fee – 29 lutego 2004 (halfpipe) - 1. miejsce
2. Jōetsu – 28 października 2004 (halfpipe) - 1. miejsce
3. Lake Placid – 10 marca 2007 (halfpipe) - 1. miejsce
4. La Molina – 14 marca 2009 (halfpipe) - 3. miejsce